# Lijst van Nederlandse automerken
Dit is een lijst van Nederlandse automerken onderverdeeld in actieve merken en historische merken.

## Actieve merken
- Burton
- Canta
- DAF
- DeBruyn
- Defenture
- Donkervoort
- Ginaf
- Saker*
- Savage Rivale
- Spyker
- Spijkstaal
- Terberg
- Vencer
- Voglietta

*Saker is van origine een automerk uit Nieuw-Zeeland.

## Historische merken
- A.I.C. Truck
- Akkermans
- Altena
- Anderheggen
- Arnhemsche
- Ataf-Porata
- Autolette
- Bambino
- Belcar
- Bermuda Buggy
- BGF
- Bird's Buggy
- Boro
- Bij 't Vuur
- Carver
- Citeria
- CoTuRa
- Creusen I.A.M.
- Dakar
- Entrop
- EWB
- Eysink
- F.T.F.
- G.T.S.
- Gatso
- Gazelle
- Gelria
- GI-HO
- Groninger Motorrijtuigen Fabriek
- Gruno
- Haarlemsche Automobiel- en Motorwielfabriek
- Havas
- Heynsdyk
- HOBRI
- Hogra
- Hulsmann
- Jaffa
- Konings
- Marathon
- Martaré
- Max
- Neerlandia
- Nemo
- Netam
- Omnia
- Pennock
- R.A.M.
- Rizovari
- Ruiter
- Ruska
- Shelter
- Simplex
- Spijkstaal
- Spyker
- Story
- Swaab
- Verheul
- V.L.A.M.
- Witkar